# Campeonato Uruguaio de Futebol de 2021 – Segunda Divisão
A Segunda Divisão Uruguaia de 2021, também conhecida como Segunda Divisão do Campeonato Uruguaio de 2021 e oficialmente como Segunda División Profesional de 2021, foi a 80.ª edição da segunda divisão profissional do futebol no Uruguai. Um total de 12 equipes participou da competição; as duas melhores colocadas, além da vencedora da repescagem, garantiram o acesso à Primeira Divisão do Uruguai.

## Regulamento
O sistema consistiu em um torneio anual disputado em dois turnos, no formato todos contra todos (pontos corridos). A equipe que terminasse em primeiro lugar na classificação seria declarada campeã da Segunda Divisão na temporada e garantiria o acesso à Primeira Divisão, juntamente com o segundo colocado. O terceiro acesso seria definido por meio de uma repescagem (mata-mata) envolvendo os times que terminassem entre a terceira e a sexta posição. Por outro lado, houve um rebaixamento direto à terceira divisão de 2022, destinado ao clube que finalizasse na última colocação da Tabela do Rebaixamento — formada pela média entre os pontos conquistados e os jogos disputados no torneio atual e na edição de 2020. Já o penúltimo colocado disputaria uma repescagem de permanência contra o vice-campeão da terceira divisão de 2021.

## Classificação
Pela 21ª e penúltima rodada do campeonato, Racing e Albion empataram em 1–1. Com esse resultado, o clube Pionero, apelido do Albion, garantiu o primeiro acesso direto à Primeira Divisão Profissional. Na última rodada, o Defensor Sporting foi derrotado pelo Danubio por 1–0. Com essa vitória, o time De la Franja assegurou o último acesso direto à Primeira Divisão. O Cerro venceu o Rocha por 3–0, resultado que decretou o rebaixamento do clube celeste do leste à Primeira Divisão Amateur.
| Pos | Equipe             | Pts | J  | V  | E | D  | GP | GC | SG  | Classificação                         |
| --- | ------------------ | --- | -- | -- | - | -- | -- | -- | --- | ------------------------------------- |
| 1   | Albion (C, P)      | 44  | 22 | 13 | 5 | 4  | 31 | 18 | +13 | Promovidos à Primeira Divisão de 2022 |
| 2   | Danubio (P)        | 41  | 22 | 12 | 5 | 5  | 24 | 14 | +10 | Promovidos à Primeira Divisão de 2022 |
| 3   | Racing             | 38  | 22 | 10 | 8 | 4  | 27 | 16 | +11 | Repescagem pelo terceiro acesso       |
| 4   | Defensor Sporting  | 37  | 22 | 11 | 4 | 7  | 33 | 21 | +12 | Repescagem pelo terceiro acesso       |
| 5   | Cerro              | 37  | 22 | 10 | 7 | 5  | 26 | 20 | +6  | Repescagem pelo terceiro acesso       |
| 6   | Central Español    | 33  | 22 | 9  | 6 | 7  | 29 | 29 | 0   | Repescagem pelo terceiro acesso       |
| 7   | Juventud           | 29  | 22 | 8  | 5 | 9  | 27 | 27 | 0   |                                       |
| 8   | Uruguay Montevideo | 25  | 22 | 7  | 4 | 11 | 21 | 27 | −6  |                                       |
| 9   | Atenas             | 24  | 22 | 5  | 9 | 8  | 20 | 17 | +3  |                                       |
| 10  | Rampla Juniors     | 21  | 22 | 5  | 6 | 11 | 14 | 32 | −18 |                                       |
| 11  | Villa Teresa       | 18  | 22 | 4  | 6 | 12 | 17 | 32 | −15 |                                       |
| 12  | Rocha              | 15  | 22 | 4  | 3 | 15 | 20 | 36 | −16 |                                       |

### Repescagem pelo terceiro acesso
Quatro clubes disputaram o mata-mata pela última vaga na primeira divisão de 2022. As duas partidas de ida da semifinal foram realizadas no Estádio Charrúa. O Cerro foi derrotado pelo Defensor Sporting por 1–0, enquanto Central Español e Racing empataram sem gols. Na volta, também disputada no Estádio Charrúa, o Racing empatou com o Central Español por 1–1 e garantiu vaga na final. Já o Defensor Sporting foi derrotado pelo Cerro por 1–0, mas, como tinha a vantagem pela melhor campanha na fase regular, a equipe violeta avançou para enfrentar o clube cervecero na decisão. No jogo da volta da final disputado no Estádio Charrúa, as equipes empataram em 0–0. O resultado garantiu o último acesso ao Defensor Sporting, já que havia vencido o jogo de ida por 3–0, também disputado no Charruá.

#### Semifinal — Chave 1
| 30 de novembro IDA | Cerro | 1 – 2 | Defensor Sporting | Estádio Charrúa (Montevidéu) |  |
|                    |       |       |                   |                              |  |

| 3 de dezembro VOLTA | Defensor Sporting | 0 – 1 | Cerro | Estádio Charrúa (Montevidéu) |  |
|                     |                   |       |       |                              |  |

- Defensor Sporting avançou à final por ter uma campanha superior na fase de pontos corridos.[12][13]

#### Semifinal — Chave 2
| 30 de novembro IDA | Central Español | 0 – 0 | Racing | Estádio Charrúa (Montevidéu) |  |
|                    |                 |       |        |                              |  |

| 3 de dezembro VOLTA | Racing | 1 – 1 | Central Español | Estádio Charrúa (Montevidéu) |  |
|                     |        |       |                 |                              |  |

- Racing avançou à final por ter uma campanha superior na fase de pontos corridos.[14][15]

#### Final
| 6 de dezembro IDA | Defensor Sporting | 3 – 0 | Racing | Estádio Charrúa (Montevidéu) |  |
|                   |                   |       |        |                              |  |

| 9 de dezembro VOLTA | Racing | 0 – 0 | Defensor Sporting | Estádio Charrúa (Montevidéu) |  |
|                     |        |       |                   |                              |  |

O Defensor venceu por 3–0 no placar agregado e garantiu o acesso à Primeira Divisão.

## Rebaixamento
| Pos | Clube              | Pontos ganhos | Pontos ganhos | Total  | Total | Média | Rebaixamento                               |
| Pos | Clube              | 2020          | 2021          | Pontos | Jogos | Média | Rebaixamento                               |
| --- | ------------------ | ------------- | ------------- | ------ | ----- | ----- | ------------------------------------------ |
| 1   | Danubio            | —             | 41            | 41     | 22    | 1.864 |                                            |
| 2   | Defensor Sporting  | —             | 37            | 37     | 22    | 1.682 |                                            |
| 3   | Cerro              | —             | 37            | 37     | 22    | 1.682 |                                            |
| 4   | Racing             | 30            | 38            | 68     | 44    | 1.545 |                                            |
| 5   | Albion             | 22            | 44            | 66     | 44    | 1.5   |                                            |
| 6   | Juventud           | 32            | 29            | 61     | 44    | 1.386 |                                            |
| 7   | Central Español    | 27            | 33            | 60     | 44    | 1.364 |                                            |
| 8   | Rampla Juniors     | 32            | 21            | 53     | 44    | 1.205 |                                            |
| 9   | Uruguay Montevideo | —             | 25            | 25     | 22    | 1.136 |                                            |
| 10  | Atenas             | 24            | 24            | 48     | 44    | 1.091 |                                            |
| 11  | Villa Teresa (R)   | 26            | 18            | 44     | 44    | 1     | Repescagem para evitar o rebaixamento      |
| 12  | Rocha (R)          | 27            | 15            | 42     | 44    | 0.955 | Rebaixamento à Terceira Divisão do Uruguai |

### Repescagem contra o rebaixamento
Na repescagem pela última vaga na segunda divisão de 2022, o La Luz, vice-campeão da terceira divisão de 2021, venceu o Villa Teresa, penúltimo colocado na segunda divisão de 2021, nos pênaltis por 3–2, no Estádio Luis Franzini, e garantiu seu lugar no futebol profissional. No tempo regulamentar, o time de Aires Puros venceu por 3–1, mas como havia perdido o jogo de ida por 0–2 no Estádio Charrúa, o placar agregado terminou empatado em 3–3, levando a decisão para as penalidades. Com a derrota, o Villa Teresa foi rebaixado e disputará a terceira divisão na próxima temporada.
| 6 de dezembro | Villa Teresa | 2 – 0 | La Luz | Estádio Charrúa (Montevidéu) |  |
|               |              |       |        |                              |  |

| 11 de dezembro | La Luz | (3) 3 – 1 (2) | Villa Teresa | Estádio Luis Franzini (Montevidéu) |  |
|                |        |               |              |                                    |  |

3–3 no placar agregado. O La Luz venceu nos pênaltis e conquistou o acesso à Segunda Divisão. O Villa Teresa acabou sendo rebaixado.

## Premiação

### Prêmios AUF
O jogador do Albion, Pablo González, foi eleito como o melhor jogador da temporada de 2021 da Segunda Divisão Profissional, em votação que reuniu capitães e treinadores dos clubes participantes, além de um grupo de jornalistas que cobre regularmente a competição. Além disso, o meio-campista também foi escolhido como o jogador queridinho do público, em votação promovida no perfil @SegundaAUF no Twitter. Entre os destaques jovens, o prêmio de revelação da temporada ficou com Alejo Cruz, jogador formado nas categorias de base do Peñarol. Em 2021, Cruz defendeu o Racing por empréstimo durante uma temporada, marcando 8 gols em 24 partidas. Para completar a premiação, Darlyn Gayol foi eleito o melhor treinador do ano.
- Melhor Jogador: Pablo González (Albion).
- Revelação: Alejo Cruz (Racing).
- Craque do Público: Pablo González (Albion).

### Prêmios da Mesa Executiva
A Mesa Executiva da Segunda Divisão Profissional, presidida por Elías Zumar, definiu uma série de prêmios individuais ao término da temporada de 2021. De acordo com os integrantes da Mesa, o melhor jogador da temporada foi o goleiro e capitão do Albion, Washington Ortega. O prêmio de revelação da temporada ficou com o jovem de 17 anos Matías Abaldo, que atuou pelo Defensor Sporting. No aspecto disciplinar — considerando cartões vermelhos e amarelos — o prêmio Fair Play foi concedido ao Club Atlético Atenas. Com 11 gols marcados, o artilheiro da temporada foi Diego Coelho, do Cerro. O Danubio encerrou a temporada com a defesa menos vazada, sofrendo apenas 14 gols nas 22 rodadas da fase regular.
- Melhor jogador: Washington Ortega (Albion Football Club)
- Revelação: Matías Abaldo (Defensor Sporting Club)
- Artilheiro: Diego Coelho (Club Atlético Cerro — 11 gols)
- Defesa menos vazada: Danubio Fútbol Club (14 gols sofridos)
- Fair Play: Club Atlético Atenas

### Seleção Ideal
A premiação foi anunciada pela Equipe Técnica da Associação Uruguaia de Futebol, por meio do projeto "Premios AUF". A formação final adotou o esquema tático base 1–4–4–2. Embora a maioria dos nomes pertença a clubes que conquistaram o acesso à primeira divisão, também ganharam espaço atletas de equipes como Cerro e Racing, que chegaram à repescagem. A lista ficou assim:
- Goleiro: Washington Ortega (Albion);
- Laterais: Agustín Sant'Anna (Defensor Sporting) e Leandro Zazpe (Albion);
- Zagueiros: Facundo Mallo (Defensor Sporting) e Sergio Rodríguez (Danubio);
- Meio-campistas: Alejo Cruz (Racing), Fernando Elizari (Cerro), Santiago Correa (Albion) e Pablo González (Albion);
- Atacantes: Diego Coelho (Cerro) e Maximiliano Callorda (Albion).[22]